# Nosaby distrikt
Nosaby distrikt är ett distrikt i Kristianstads kommun och Skåne län. 
Distriktet ligger öster om centrala Kristianstad. 

## Tidigare administrativ tillhörighet
Distriktet inrättades 2016 och utgörs av en del av området Kristianstads stad omfattade till 1971, delen som före 1967 utgjorde Nosaby socken.
Området motsvarar den omfattning Nosaby församling hade vid årsskiftet 1999/2000.